# David Carnegie, XI conte di Northesk
David Ludovic George Hopetoun Carnegie, XI conte di Northesk (Londra, 24 settembre 1901 – Binfield, 7 novembre 1963) è stato uno skeletonista e nobile scozzese, undicesimo Conte di Northesk.

## Biografia

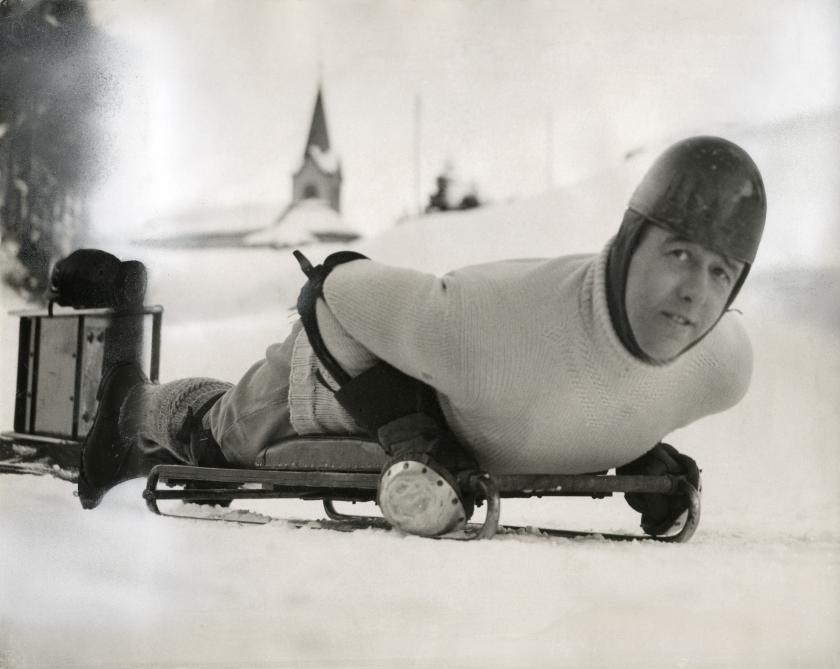
Lord Northesk a St. Moritz nel 1935

Figlio di David Carnegie, X conte di Northesk ed Elizabeth Boyle Hallowes, Northesk nacque il 24 settembre al 6 Hans Crescent, London SW1. Fu educato alla St. Aubyns Preparatory School, Rottingdean e alla Gresham's School, Holt. Succedette a suo padre come XI conte di Northesk il 5 dicembre 1921.
Vinse una medaglia di bronzo nello skeleton nei II Giochi olimpici invernali del 1928 di Sankt Moritz.
Tra il 1921 e il 1923 era presente nella lista supplementare o nelle riserve di ufficiali per le Coldstream Guards. 
Fu eletto rappresentante dei Pari (Conservatori) di Scozia.
Sposò dapprima Jessica Ruth Brown il 19 luglio 1923 (divorziato nel 1928). Sposò, quindi, in seconde nozze, Elizabeth Vlasto, 
figlia di Anthony Augustus Vlasto, il 7 agosto 1929.
Durante la Seconda guerra mondiale prestò servizio nei corpi dell'Intelligence e fu congedato con il grado di maggiore nel 1945. Successivamente, coltivò 0,81 km2 presso la Beer Farm, Binfield, Bracknell, Berkshire, e seguì i suoi obblighi parlamentari.
Morì senza prole il 7 novembre 1963 all'età di 62 anni e gli succedette il suo primo cugino John Douglas Carnegie, XII conte di Northesk.